# Skuphonura
Skuphonura es un género de isópodos de la familia Anthuridae.

## Especies
- Skuphonura ecuadorensis Kensley, 1980
- Skuphonura itapuca Kensley, 1980
- Skuphonura kensleyi Brusca & Müller, 1991
- Skuphonura laticeps Barnard, 1925
- Skuphonura lindae Menzies & Kruczynski, 1983
- Skuphonura oaxaquensis Jarquín-Martínez & García-Madrigal, 2021